# پراب ۱۶
پرآب ۱۶ (انگلیسی: Probe 16) یک خودروی مفهومی (کانسپت) است که توسط شرکت خودروسازی بریتانیایی لوتوس طراحی شده‌است. این خودرو در سال ۱۹۶۹ برای خودروساز فرانسوی Facel Vega ساخته شد. پرآب ۱۶ دارای طراحی منحصر به فردی با یک صندلی راننده مرکزی و دو صندلی سرنشین در دو طرف پشت راننده است. این خودرو دارای یک موتور V8 کرایسلر در وسط است که ۳۰۰ اسب بخار قدرت تولید می‌کند و می‌تواند به حداکثر سرعت ۱۵۰ مایل در ساعت برسد. این خودرو هرگز به تولید نرسید و تنها یک نمونه اولیه ساخته شد که اکنون در اختیار یک کلکسیونر خصوصی است. پرآب ۱۶ به عنوان یکی از خلاقانه‌ترین و هنرمندانه‌ترین خودروهای مفهومی ساخته شده تاکنون شناخته می‌شود.